# Karl-Erik Svensson
Karl-Erik Svensson (ur. 20 lutego 1891 w Göteborgu, zm. 9 listopada 1978 w Sztokholmie) – szwedzki gimnastyk, członek szwedzkiej drużyny olimpijskiej w 1912 roku.
Został złotym medalistą olimpijskim w 1912 roku na Letnich Igrzyskach Olimpijskich w Sztokholmie w gimnastyce w wieloboju drużynowym w systemie szwedzkim.